# ケー・スンヒ
ケー・スンヒ（桂 順姫、Kye Sun-hi、1979年8月2日 - ）は、北朝鮮・平壌直轄市出身の女子柔道家。身長158cm。1996年アトランタオリンピック柔道女子48 kg級金メダリスト。48 kg級、52 kg級、57 kg級の3階級で活躍した。
北朝鮮国内においては最高勲章である金日成勲章と労働英雄の称号を受けている。

## 経歴
柔道は10歳の時に始めた。1995年には48 kg級の選手ながら国内の無差別大会で優勝を飾っている。
牡丹峰高級学校に在籍していた1996年には、ワイルドカードにより16歳で初出場したアトランタオリンピック女子柔道48キロ級で、この階級で84連勝を記録していた、田村亮子（のちの谷亮子）を破って金メダルを獲得し、世界を驚かせた。帰国後金正日から「人民体育人」の称号と豪華な乗用車や高級アパート、そして朝鮮労働党の党員資格を贈られた。また、ケーの金メダル獲得を記念した切手が発行されたが、ガッツポーズをするケーに加えて、その横で愕然とする田村も写っているという、日本への優越感を露骨に描写した切手となっている。
なお、この決勝戦でケーが「上衣を左前に着てはならない」という暗黙のルールを破ったため、それまではルールに記されていなかった柔道着の着方について国際ルールで明記されるようになった。田村は決勝戦で組み手を取りにくそうにしており、このことと、そしてまったくデータが存在していなかったことが田村を破ったことに大いに影響を与えていると考えられる。
翌年には52 kg級に階級を上げると、世界選手権では決勝まで進み、アトランタオリンピックで優勝した地元フランスのマリー＝クレール・レストゥー相手にポイントでリードしていたものの、終了30秒前に逆転の総合負けを喫して2位に終わった。試合終了後、ケーはその判定に納得いかず、暫く畳に仁王立ちしていた。1998年のアジア大会では優勝を飾った。1999年の世界選手権では準々決勝で楢崎教子に大外刈で敗れるが、敗者復活戦を勝ち上がり3位となった。2000年シドニーオリンピックでは準決勝でキューバのレグナ・ベルデシアに1－2の判定で敗れて3位に終わった。
2001年の世界選手権では決勝でドイツのラファエラ・インブリアーニを技ありで破って優勝を遂げたが、2002年のアジア大会では準々決勝で中国の冼東妹に判定で敗れて3位に終わった。2003年には階級を57 kg級に上げると、チェコ国際では日本の岩田千絵に敗れて3位だったものの、世界選手権では決勝でドイツのイボンヌ・ベニシュに棄権勝ちして2階級制覇を達成した(オリンピックを含めれば3階級制覇となる。)。しかし、2004年アテネオリンピックでは決勝で再びベニシュと対戦すると、指導1で敗れて2位に終わった。
2005年の世界選手権では決勝でベニシュを内股で破って優勝を飾った。2007年の世界選手権では決勝でスペインのイサベル・フェルナンデスを払巻込で破って世界選手権4連覇を達成した。2008年にはドイツ国際に63 kg級で出場したが、3回戦で日本の上野順恵に技ありで敗れて3位だった。次いで北京オリンピックには従来の57 kg級で出場するものの、2回戦でフランスのバルバラ・アレルに技ありで敗れてメダルを獲得できずに終わった。
2010年10月に現役引退を表明し、牡丹峰体育団の柔道コーチに就いたことが報じられた。2018年、19人のIJF殿堂入りの一人に。韓国の曺敏仙と二人で壇上に上がって受賞となった。

## 人物
韓国でも人気があり、2002年の釜山アジア大会では地元出身で韓国の国民的英雄といわれるロサンゼルスオリンピック柔道95 kg級金メダリスト河亨柱とともに最終聖火ランナーをつとめた。北朝鮮にとってメダルが取れる数少ない選手であった。2006年2月27日、柔道コーチのキム・チョルとの結婚を発表した。

## 主な戦績
- 1996年 - アトランタオリンピック 優勝(48 kg級)

52 kg級での戦績
- 1997年 - 世界選手権 2位
- 1997年 - アジア選手権 優勝
- 1998年 - アジア競技大会 優勝
- 1999年 - アジア選手権 優勝
- 1999年 - 世界選手権 3位
- 2000年 - チェコ国際 優勝
- 2000年 - シドニーオリンピック 3位
- 2001年 - ドイツ国際 優勝(57 kg級)
- 2001年 - 世界選手権 優勝
- 2002年 - アジア競技大会 3位

57 kg級での戦績
- 2003年 - チェコ国際 3位
- 2003年 - 世界選手権 優勝
- 2004年 - アテネオリンピック 2位
- 2005年 - 世界選手権 優勝
- 2007年 - 世界選手権 優勝
- 2008年 - ドイツ国際 3位(63 kg級)
- 2008年 - 北京オリンピック 2回戦敗退

(出典：、、JudoInside.com)。